# Karas (Karas)
Karas is een bestuurslaag in het regentschap Magetan van de provincie Oost-Java, Indonesië. Karas telt 3128 inwoners (volkstelling 2010).